# 레바논 대통령

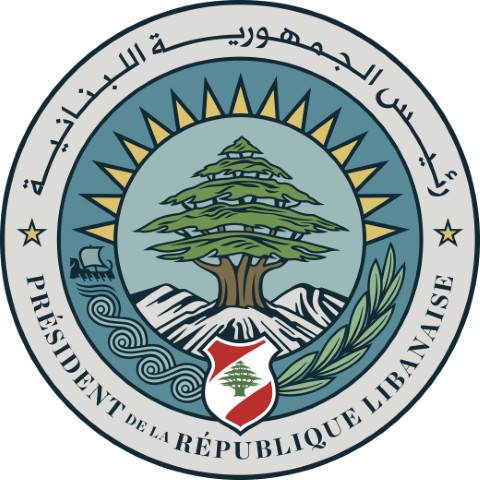
레바논의 대통령 문장

레바논의 대통령은 레바논 정부의 대표이다. 레바논의 대통령은 의례적인 역할에 지나지 않으며, 총리가 모든 권한을 위임을 받고 내각을 이끌고 있다. 수니파 의원중의 한 명을 국회에서 임명을 하는 방식이다. 다민족 국가인 레바논의 특성을 반영하여 대통령은 기독교도 출신 인사가, 총리는 수니파 출신 인사가, 국회의장은 시아파 출신 인사가 맡도록 규정하고 있다. 
2007년 11월 이후 공석이었지만, 2008년 5월 25일 ~ 2014년 5월 25일까지 미셸 슐레이만이 대통령으로 물러나고, 대통령 대행으로는 2014년 5월 25일에 취임한 탐맘 살람이며 총리도 탐맘 살람이다. 1월 9일 전까지 대통령 임시대행으로 나지브 미카티가 직무를 수행하고 있었다가 1월 9일 조지프 아운이 대통령으로 선출되었다.